# 飯坂町 (福島県)
飯坂町（いいざかまち）は、かつて福島県にあった町。現在の福島市飯坂地区（市内北部）にあたる。

## 歴史
- 1889年（明治22年）4月1日 - 町村制施行により信夫郡上飯坂村が町制施行し、飯坂町が発足。
- 1955年（昭和30年）3月31日 - 信夫郡平野村・中野村、伊達郡湯野町・東湯野村・茂庭村と合併し、飯坂町を新設。
- 1964年（昭和39年）1月1日 - 福島市に編入され消滅。以後、昭和の合併以前の飯坂町域は福島市飯坂町に、合併以後の区域はそれぞれ飯坂町平野、飯坂町中野、飯坂町湯野、飯坂町東湯野、飯坂町茂庭となる。